# Balakovo

Balakovos vapen.

Balakovo (ryska: Балако́во) är en stad i Saratov oblast i sydvästra Ryssland. Den hade 193 533 invånare i början av 2015. Staden är känd för att ha ett vattenkraftverk vid floden Volga. Balakovo grundades år 1762 och har haft stadsrättigheter sedan 1913. 
Staden var tidigare känd för sin trävaru- och spannmålshandel.